# جان میسفیلد
جان ادوارد مِیسفیلد (به انگلیسی: John Edward Masefield) (زاده ۱ ژوئن ۱۸۷۸ - درگذشته ۱۲ مه ۱۹۶۷) شاعر و نویسنده انگلیسی، وی از سال ۱۹۳۰ تا زمان مرگش در ۱۹۶۷ ملک الشعرای انگلستان بود.